# كارول بوتر
كارول بوتر (بالإنجليزية: Carol Potter)‏ هي ممثلة أمريكية، ولدت في 21 مايو 1948 بنيويورك في الولايات المتحدة.

## أعمال

### مسلسلات
- بيفرلي هيلز 90210

## وصلات خارجية
- كارول بوتر على موقع IMDb (الإنجليزية)
- كارول بوتر على موقع ألو سيني (الفرنسية)
- كارول بوتر على موقع أول موفي (الإنجليزية)
- كارول بوتر على موقع قاعدة بيانات برودواي على الإنترنت (الإنجليزية)
- كارول بوتر على موقع قاعدة بيانات الفيلم (الإنجليزية)
- كارول بوتر على موقع كينوبويسك (الروسية)